# Höhenland
Höhenland är en kommun i östra Tyskland, belägen i Landkreis Märkisch-Oderland i förbundslandet Brandenburg, nordost om Berlin mellan städerna Werneuchen och Bad Freienwalde. Kommunen bildades 2002-2003 genom successiva kommunsammanslagningar av kommunerna Leuenberg, Steinbeck och Wölsickendorf-Wollenberg som idag utgör administrativa kommundelar inom kommunen. Höhenlands kommun ingår i det administrativa kommunalförbundet Amt Falkenberg-Höhe, vars säte ligger i den närbelägna orten Falkenberg/Mark.